# Cavalo Louco

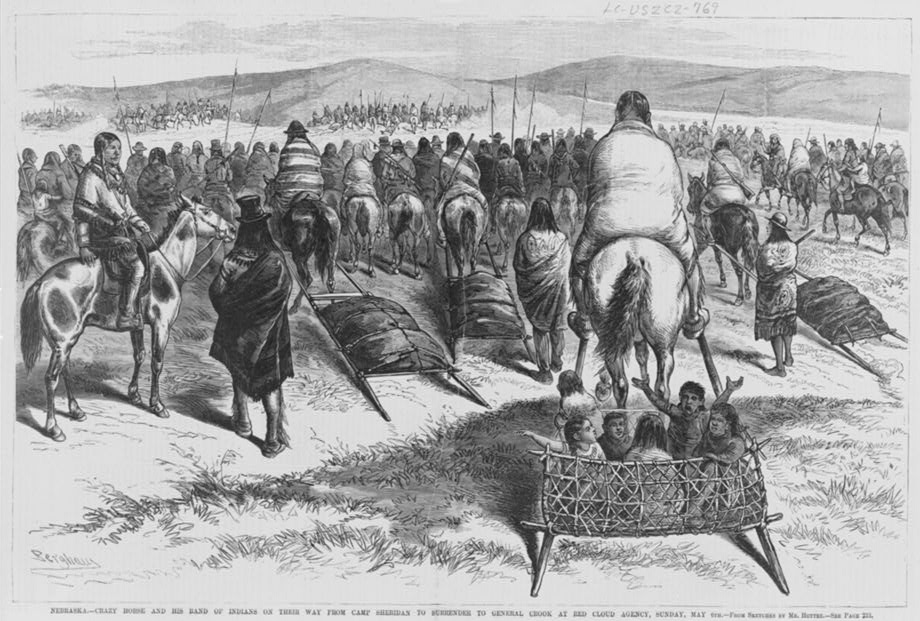
Cavalo Louco e sua tribo a caminho de Camp Sheridan depois de renderem-se antes o General Crook, em 6 de Maio de 1877

Cavalo Louco (em dacota: Ta-sunko-witko; na ortografia padrão do dacota: Tȟašúŋke Witkó, literalmente "Seu-Cavalo-é-Louco"; em inglês: Crazy Horse; c. 1840 – 5 de setembro de 1877) foi um respeitado ameríndio sioux, líder militar da tribo dos Oglala Lakota, que lutou com seu povo contra o governo federal dos Estados Unidos para preservar as terras e tradições dos dacotas, durante a segunda metade do século XIX, nas chamadas Guerras indígenas nos Estados Unidos da América.

## Carreira
Ao lado de Touro Sentado, ele conduziu seus guerreiros durante a batalha de Little Bighorn, evento em que morreu o célebre General Custer. Ele descendia de Búfalo Negro (também o nome de sua primeira esposa, Mulher-Búfalo Negro), um dos índios que pararam a expedição exploratória de Lewis & Clark em Bad River. Além das lutas contra a Cavalaria dos Estados Unidos, Cavalo Louco participou de inúmeras batalhas contra as tribos rivais: Crow, Shoshone, Pawnee, Blackfeet. Depois do massacre de 1864 (Sand Creek, mostrado no filme Soldier Blue) os Lakota se juntaram aos Cheyenne contra a Cavalaria. Demonstrando valentia, em 1865 Cavalo Louco se tornou Ogle Thanka (uma espécie de Senhor da Guerra dos Índios).
Em 2 de agosto de 1867, Cavalo Louco participou do ataque a Wagon Box Fight (próximo ao Forte Phil Kearny), evento da chamada guerra do chefe Nuvem Vermelha, (Red Cloud), (1866-1868). Depois de mineiros de Black Hills desrespeitarem o Tratado de Fort Laramie (1868), que foi assinado pelo chefe cheyenne Little Wolf para pôr fim à guerra, e matarem o índio Little Hawk, Cavalo Louco e Touro Sentado realizaram o primeiro grande ataque às tropas militares (Batalha de Arrow Creek, em agosto de 1872). Em 17 de junho de 1876, Cavalo Louco e mais de 1500 índios atacaram o General George Crook na Batalha de Rosebud, dando início à chamada Guerra Sioux. A batalha fez com que o General Crook ficasse sob o comando do General Custer. Em 25 de junho de 1876 Custer atacou um acampamento de Lakotas e Cheyennes, dando início à Batalha de Little Bighorn, na qual morreu juntamente com os seus homens. Cavalo Louco empreenderia a maior batalha contra a Cavalaria em 8 de janeiro de 1877, em Wolf Montain, Montana. Em 5 de maio de 1877, com seu povo cansado e faminto, acabou por se render às tropas do General Crook em Nebraska.

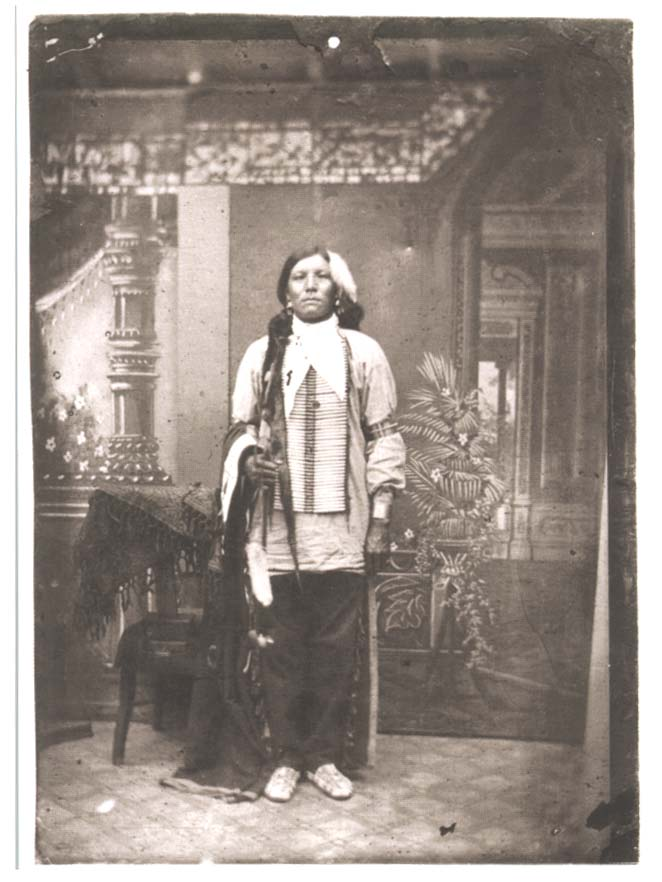
Cavalo louco em 1877 um pouco antes de sua morte

Em 5 de setembro de 1877 Cavalo Louco foi morto quando era prisioneiro, atravessado por uma baioneta de um dos guardas do Camp Robinson, depois de uma suposta tentativa de fuga.
Em 1947 inicia-se a construção do monumento em homenagem a Cavalo Louco situado no monte Thunderheade em Custer (Dakota do Sul) pelo escultor Korezak Ziolkowski no local escolhido por ele e pelo filho de Cavalo Louco em 1940, o monumento tem 170 metros de altura e 195 de comprimento e representa Cavalo Louco montado em seu cavalo de batalha.